# G-dräkt
| Den G-dräkt som användes av Gary Powers. Dräkten har snörningar som dras åt för att sitta tajt. Slangarna som går längst benens och armarnas utsida blåses upp för att hindra blodflödet vid stora G-krafter. |  | Den G-dräkt som användes av Gary Powers. Dräkten har snörningar som dras åt för att sitta tajt. Slangarna som går längst benens och armarnas utsida blåses upp för att hindra blodflödet vid stora G-krafter. |
| Den G-dräkt som användes av Gary Powers. Dräkten har snörningar som dras åt för att sitta tajt. Slangarna som går längst benens och armarnas utsida blåses upp för att hindra blodflödet vid stora G-krafter. |  | |

En G-dräkt är en overall med särskilda funktioner som bärs av piloter, rymdfarare och andra som utsätts för stora G-krafter.

## Funktion
När en människa utsätts för stora G-krafter pressas blod antingen ner i benen (positiva G-krafter) eller upp i huvudet (negativa G-krafter). I båda fallen kan det leda till tillfälligt synbortfall och i värsta fall medvetslöshet (”blackout” respektive ”redout”). G-dräkten motverkar detta genom att strama åt runt benen eller runt armar och bål och hindrar på så vis blodflödet. Luftblåsor insydda i dräkten blåses upp automatiskt vid höga G-krafter och får dräkten att strama åt.

## Historia
Den första G-dräkten utvecklades 1941 av Wilbur R. Franks vid University of Toronto. Franks dräkter användes av Spitfire- och Hurricane-piloter i RAF och Kanadas flygvapen under andra världskriget.
I och med införandet av jetjaktplan blev behovet av G-dräkter uppenbart och är sedan 1950-talet standardutrustning för i stort sett alla stridspiloter.